# Préty
Préty település Franciaországban, Saône-et-Loire megyében. Lakosainak száma 583 fő (2022. január 1.). Préty Lacrost, L’Abergement-de-Cuisery, Cuisery, Ratenelle, Tournus, La Truchère és Le Villars községekkel határos.

## Népesség
A település népességének változása:
| Lakosok száma | 570  | 548  | 575  | 544  | 558  | 568  | 577  | 579  | 583  |
|               | 2013 | 2015 | 2016 | 2017 | 2018 | 2019 | 2020 | 2021 | 2022 |